# Nikola Šakić
Nikola Šakić - Vrtlar (Brnjeuška, kraj Gline, 13. ožujka 1916. — Rakov Potok, kraj Zagreba, 11. rujna 1941.) bio je sudionik Narodnooslobodilačke borbe i narodni heroj Jugoslavije.

## Životopis
Rođen je 13. ožujka 1916. godine u selu Brnjeuška kraj Gline. Završio je malu maturu u Glini i dvogodišnju poljoprivrednu školu u Božjakovini. Nakon završenog školovanja zaposlio se u Gradskoj vrtlariji u Zagrebu. Po dolasku u Zagreb aktivno se uključio u radnički pokret. Godine 1939., primljen je u članstvo Komunističke partije Jugoslavije.
Nakon okupacije Jugoslavije i formiranja NDH, sudjelovao je u pripremama za podizanje oružanog ustanka. Početkom 1941., postao je tajnik komiteta Prvog rajona KPH u Zagrebu, a u srpnju 1941. izabran je za člana Mjesnog komiteta KPH za Zagreb. Kao partijski dužnosnik,sudjelovao je u nizu akcija ilegalaca u Zagrebu.
Početkom rujna 1941. godine, na sastanku Mjesnog komiteta kojem je prisustvovao i tajnik Centralnog komiteta KPH, Rade Končar, u Ozaljskoj ulici (Trešnjevka), raspravljalo se i o diverziji na Glavnoj pošti. Budući da jedan član MK još nije bio došao na sastanak, ispred kuće su ga čekali stanodavci u čijem se stanu sastanak održavao. Istovremeno su pred kuću došli ustaški agenti i stanodavci su ih odveli na sastanak misleći da su oni komunisti. Nakon što je shvatio zabunu, Rade Končar se prvi snašao, pa se spremio i na odlasku pozdravio prisutne dajući dojam da je sastanak završen. Poslije njega su krenuli i ostali članovi skupine. Uskoro su agenti shvatili o čemu se radi i zaustavili Šakića, ali je ovaj počeo bježati. Agenti su počeli pucati, te su ga ranili. Nakon toga je odveden u policijsku postaju, gdje su ga mučili i ispitivali, ali nije ništa govorio.
Pošto su u to vrijeme ustaše skupljali taoce povodom likvidacije ustaškog doušnika Majerholda, a Nikola Šakić je još k tome bio i Srbin, odveli su ga sutradan kod sela Rakov Potok, gdje su ga strijeljali 11. rujna 1941. godine.
Ukazom Prezidija Narodne skupštine Federativne Narodne Republike Jugoslavije, 20. prosinca 1951. godine, proglašen je za narodnog heroja.